# Chiesa di Sant'Antonio Abate (Mele)
La chiesa di Sant'Antonio Abate è un luogo di culto cattolico situato nel comune di Mele, in piazza Municipio, nella città metropolitana di Genova. L'edificio è sede della comunità parrocchiale omonima del vicariato di Pra'-Voltri-Arenzano dell'arcidiocesi di Genova.

## Storia
La prima citazione di una cappella a Mele risale al 1210 ed è contenuta in un atto datato 22 luglio; originariamente filiale della chiesa di San Nicolò di Voltri, il 16 ottobre 1654 venne eretta a parrocchiale dall'arcivescovo di Genova Stefano Durazzo, il quale la legò alla pieve di Sant'Erasmo.
La chiesa fu modificata e rimaneggiata tra il 1682 e il 1704; nel 1726 l'edificio venne ampliato e nel 1753 si provvide a posare il nuovo pavimento.
La prima pietra della nuova parrocchiale fu posta nel 1790; l'edificio, che andò a inglobare il campanile, la sagrestia e il muro del coro della vecchia chiesa, venne inaugurato il 1º novembre 1808.
Nel 1836 si procedette al restauro della torre campanaria, la cui copertura, invece, fu ricostruita nel 1875 in quanto pericolante; il 18 settembre 1889 la chiesa venne elevata al rango di prepositurale.

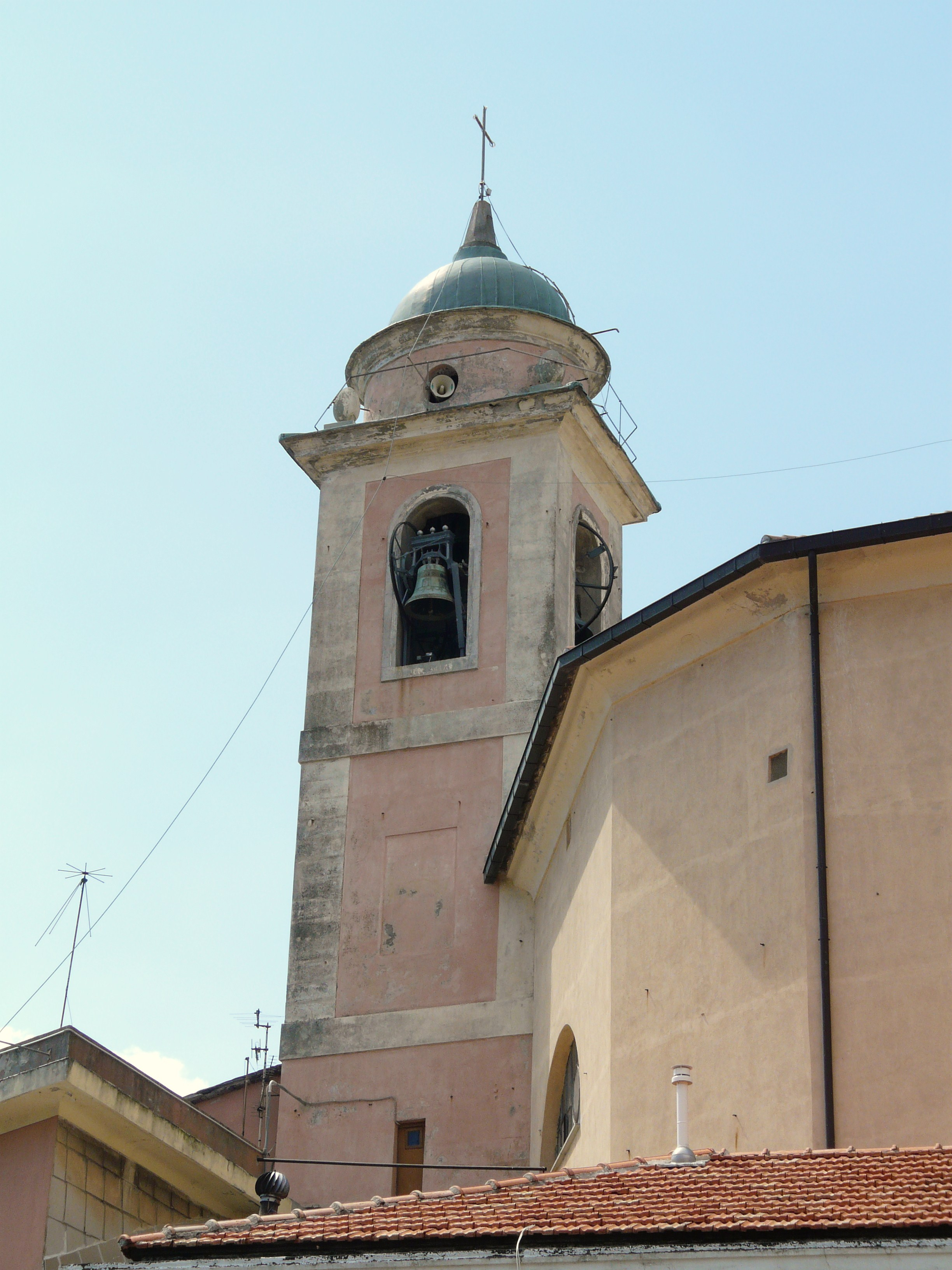
Il campanile

## Descrizione

### Esterno
La semplice facciata a capanna della chiesa, caratterizzata dagli angoli smussati e rivolta a nordovest, presenta al centro il portale d'ingresso, sormontato da un riquadro contenente una raffigurazione del santo titolare, e sopra una finestra di forma semicircolare.
Annesso alla parrocchiale è il campanile a pianta quadrata, suddiviso in più registri da cornici; la cella presenta su ogni lato una monofora ed è coronata dalla cupoletta poggiante sul tamburo a base semicircolare.

### Interno
L'interno dell'edificio si compone di un'unica navata a pianta ottagonale, sulla quale si affacciano le cappelle laterali e le cui pareti sono scandite da lesene sorreggenti la trabeazione aggettante sopra la quale si imposta la volta a vela ribassata; al termine dell'aula si sviluppa il presbiterio, delimitato da balaustre e chiuso dall'abside di forma semicircolare.